# Breda Ba.88
Breda Ba.88 Lince – włoski średni samolot bombowy (bombowiec nurkujący) z okresu II wojny światowej

## Historia
W 1936 roku w firmie Breda opracowano według założeń lotnictwa włoskiego średni samolot bombowy przystosowany do bombardowania z lotu nurkowego. Samolot został opracowany przez Giuseppe Panzeri i Antonio Parano w oparciu o projekt samolotu oznaczonego jako Breda Ba.75.
Nowy samolot oznaczony jako Breda Ba.88 Lince (pol. Ryś) został oblatany w październiku 1936 roku i spełniał on wstępne założenia dla tego typu samolotu.
Produkcję tego typu samolotu rozpoczęto w 1937 roku i trwała ona do 1940 roku. Łącznie zbudowano 149 samolotów tego typu.
Opracowano również wersję o zwiększonej rozpiętości skrzydeł i zmniejszonym uzbrojeniu (usunięto stałe karabiny maszynowe umieszczone w skrzydłach), wersja ta została oznaczona jako Breda Ba.88M. Wersja ta nie wyszła poza fazę projektową.

## Użycie
Samoloty Breda Ba.88 Lince zostały wprowadzone do lotnictwa włoskiego w 1940 roku, w czerwcu 1940 roku wyposażono w nie dwa dywizjony bombowe.
Początkowo dywizjony wyposażone w te samoloty działały z lotnisk Sardynii, a następnie zostały przeniesione do Afryki Północnej. Samoloty te nie spełniły oczekiwań jako bombowce nurkujące a dywizjony nie miały większych osiągnięć. Większość z samolotów została zniszczona w Afryce.

## Opis konstrukcji
Samolot Breda Ba.88 Lince to samolot bombowy, górnopłat o konstrukcji całkowicie metalowej. Napęd stanowił dwa silniki gwiazdowe umieszczone w gondolach pod skrzydłami samolotu po obu stronach kadłuba.